# Borys Ten

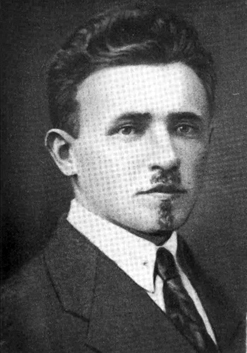
Borys Ten (1930)

Borys Ten (ukrainisch Борис Тен, russisch Борис Тен Boris Ten; * 9. Dezember 1897 in Derman, Gouvernement Wolhynien, Russisches Kaiserreich; † 13. März 1983 in Schytomyr, Ukrainische SSR) war ein ukrainischer Übersetzer und Dichter, Opfer der sowjetische Regime.

## Leben
Borys Ten kam als Mykola Wassyljowytsch Chomytschewskyj (Мико́ла Васи́льович Хомиче́вський) als Sohn einer Priesterfamilie im Dorf Derman (Дермань) im heutigen Rajon Sdolbuniw der ukrainischen Oblast Riwne zur Welt. Er besuchte die örtliche Volksschule und die Religionsschule in Klewan. Zu Beginn des Ersten Weltkriegs zog er nach Schytomyr und arbeitete dort zunächst im Statistikamt, besuchte das theologische Seminar und absolvierte 1922 die Fakultät für Geisteswissenschaften des Wolyn-Institut für Bildung.

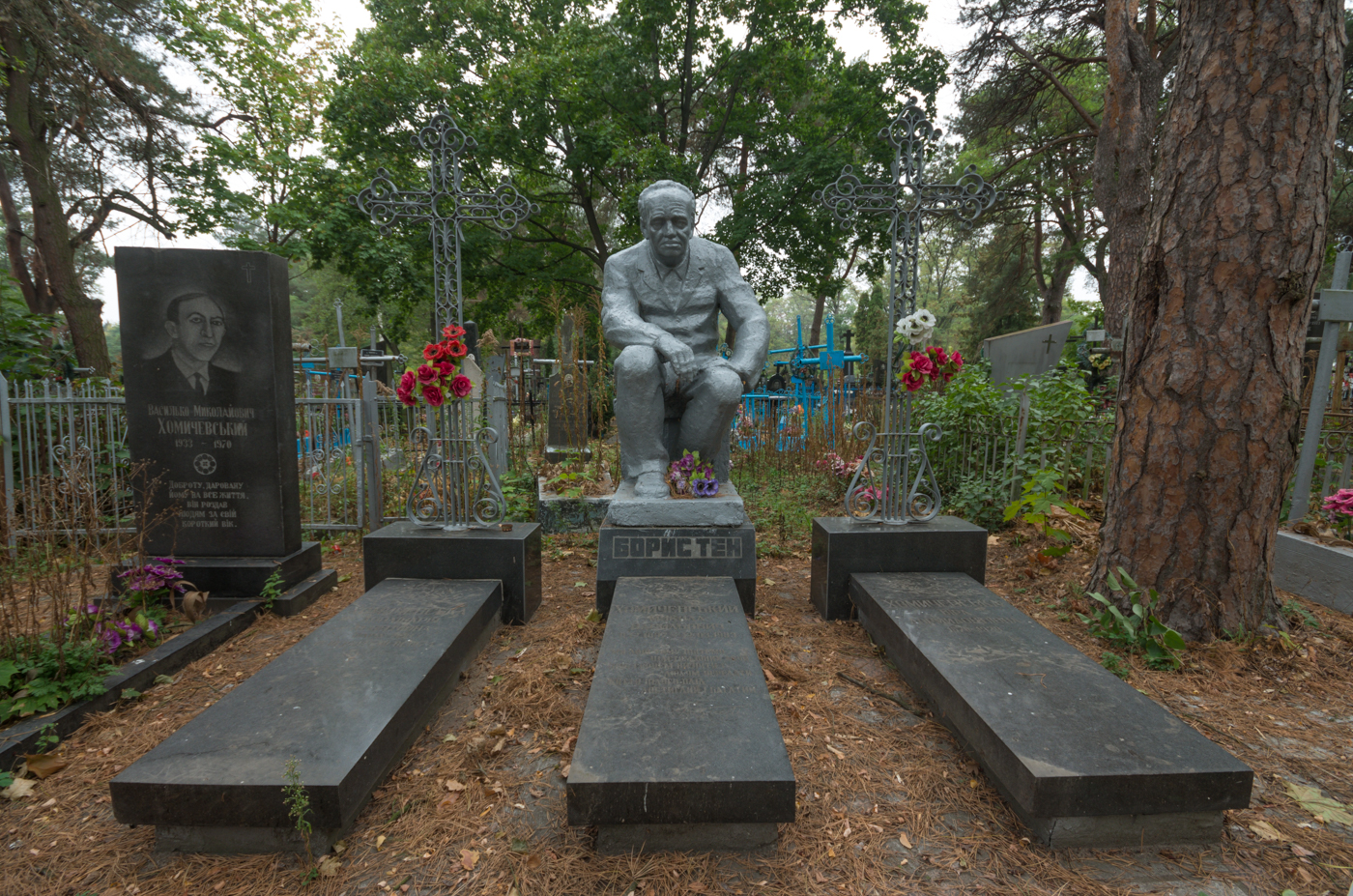
Grab von Borys Ten

Zwischen 1919 und 1923 unterrichtete er an zahlreichen Schulen in Schytomyr ukrainische Sprache. 1923 publizierte er sein erstes Werk. Mykola wählte sein literarisches Pseudonym nach dem antiken Namen für den Fluss Dnipro, Borysthenes. Von 1924 bis 1926 war er Pfarrer der Ukrainischen Autokephalen Orthodoxen Kirche an der Sophienkathedrale in Kiew und danach an der Peter-und-Paul-Kirche in Kiew-Podil. Zu dieser Zeit begann er auch seine Laufbahn als Dichter und Übersetzer. Bei der Veröffentlichung von Sjajwo (Сяйво) und Knyhospilka (Книгоспілка) freundete er sich mit Mykola Serow, Oleksandr Bilezkyj (Олександр Іванович Білецький; 1884–1961) und Maksym Rylskyj an. Aufgrund seines Engagements für die ukrainische autokephale orthodoxe Kirche sowohl in Kiew als auch in Schytomyr wurde er 1929 verhaftet und zu zehn Jahren Gulag im Fernen Osten verurteilt. Für „ehrliche Arbeit“  verkürzte die Gefängnisleitung die Dauer der Verbannung, sodass er ab Januar 1937 als literarischer Leiter des mobilen Theaters Kiew und wenige Monate später bis 1941 am Haus der Volkskunst in Kalinin arbeiten konnte.
Im Deutsch-Sowjetischen Krieg leistete er zwischen 1941 und 1945 als Soldat Kriegsdienst in der Roten Armee. An der Front geriet er in deutsche Kriegsgefangenschaft. Nach Kriegsende kehrte er 1945 zurück nach Schytomyr, wo er an Bildungs- und Kultureinrichtungen arbeitete und die regionale literarische Vereinigung und die Vereinigung von Amateurkomponisten sowie das Regionalbüro des Staatstheaters leitete. Er starb 85-jährig in Schytomyr.

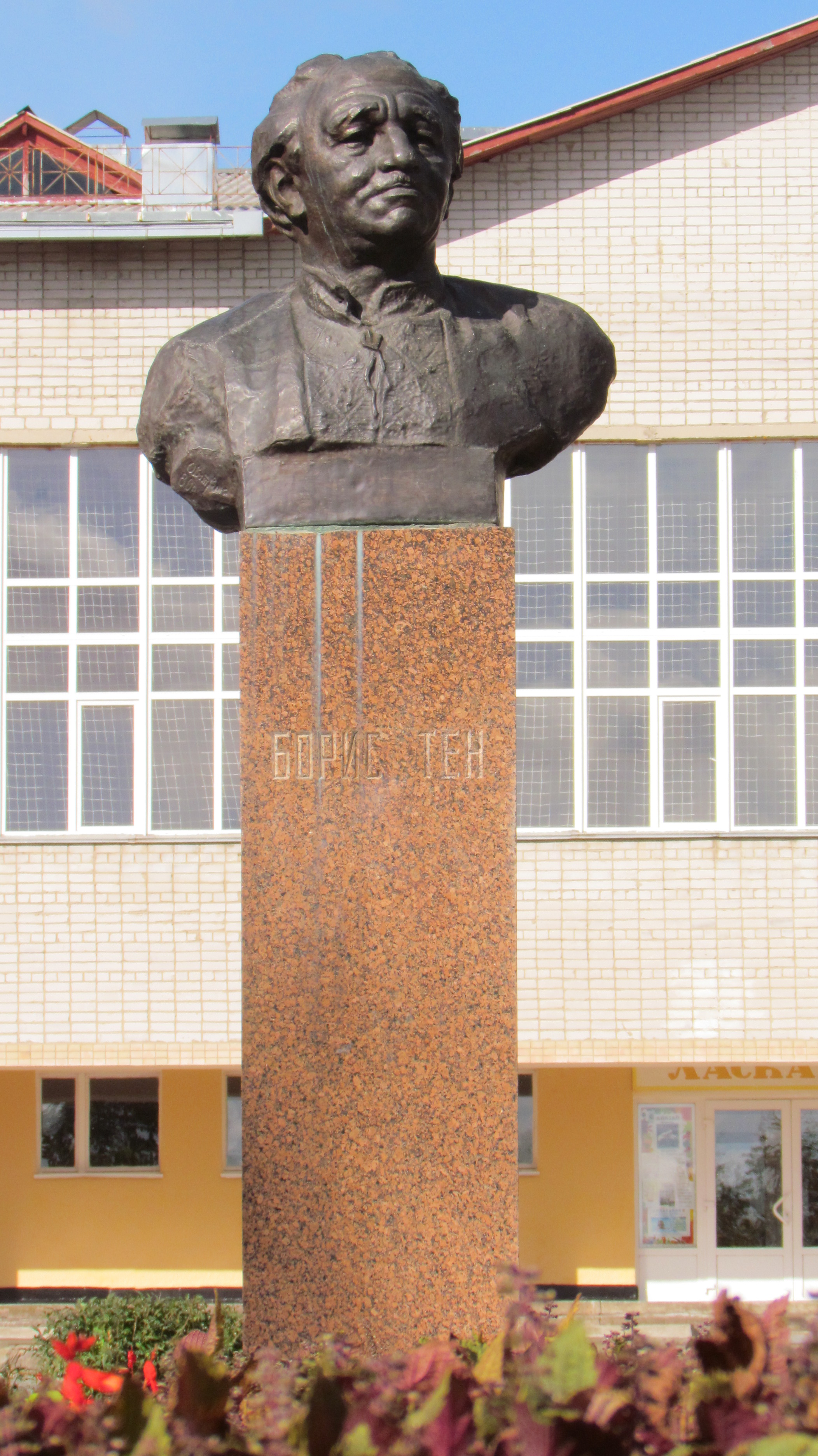
Denkmal für Borys Ten in Schytomyr

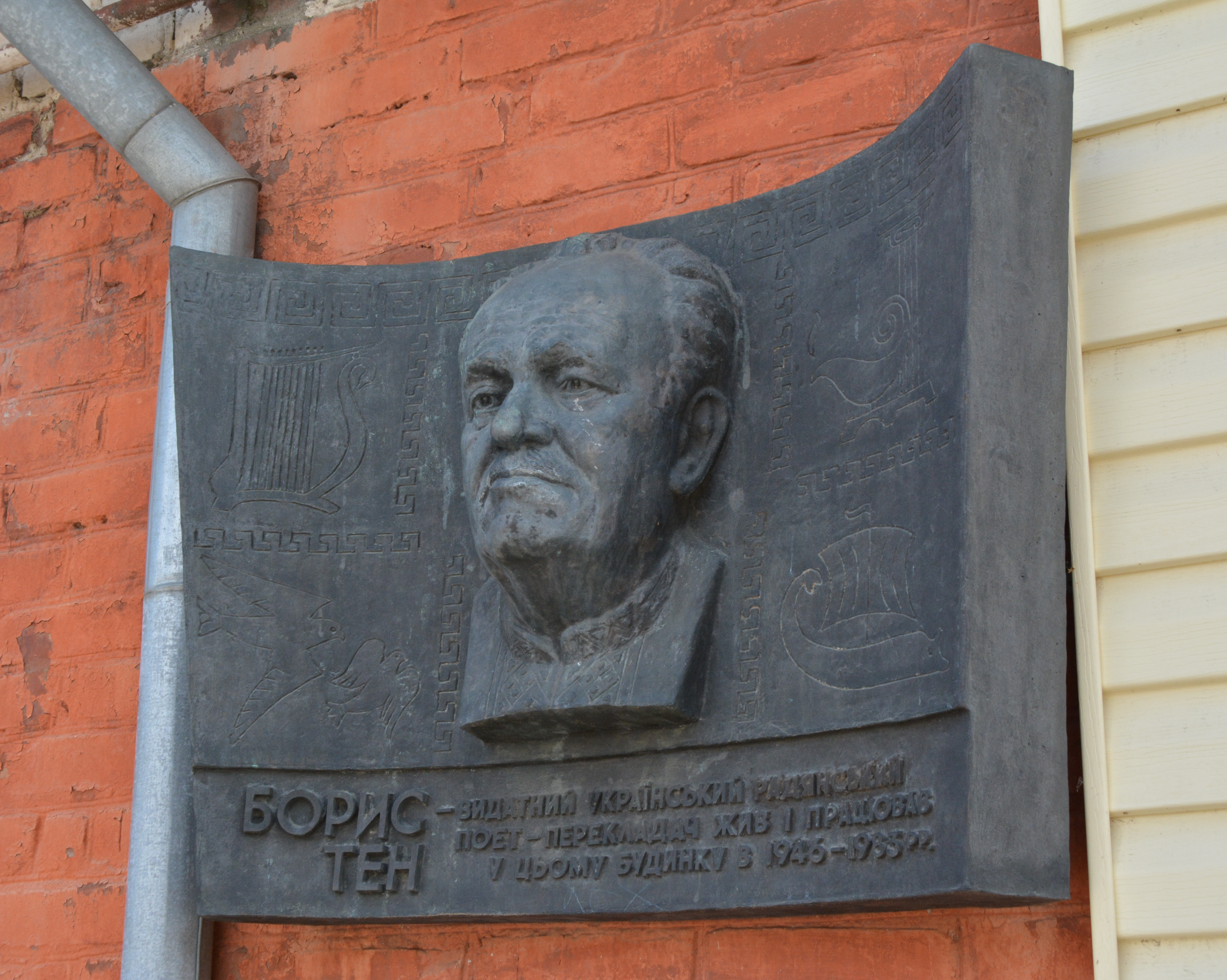
Gedenktafel an seinem Wohnhaus

## Ehrungen
Seit 1957 war er Mitglied des Schriftstellerverbandes der Ukraine. Für seine Übersetzungen der Odyssee und des Ilias erhielt er 1979 den Maksym-Rylskyj-Preis. In Schytomyr wurde zu seinem Gedenken eine Büste aufgestellt und an seinem Wohnhaus eine Gedenktafel angebracht. Ein Asteroid wurde 2022 nach ihm benannt: (545565) Borysten.

## Werk
Unter dem Titel Sorjani sady (Зоряні сади) publizierte Borys Ten 1970 eine Sammlung von Sonetten. Sein hauptsächliches Schaffen waren jedoch seine Übersetzungen klassischer Texte, darunter Homers Ilias und Odyssee sowie die Werke von Aristophanes, Aeschylus und Aristoteles. Des Weiteren übersetzte er Werke von Shakespeare, Schiller, Mickiewicz und Puschkin und Tolstoi, was ihn zu einem der führenden Übersetzer des mittleren und späten 20. Jahrhunderts machte und wesentlich zur Bereicherung der ukrainischen kulturellen Ausdrucksform beitrug.